# Ковачев, Йосиф
Иосиф Ковачев (болг. Йосиф Ковачев; 14 января 1839, Штип — 31 октября 1898, София) — болгарский учёный, педагог, городской голова Софии.

## Биография
Родился 14 января 1839 в болгарском городе Штип (ныне Республика Македония). Начальное образование получил в Штипе, далее учился в семинарии в Белграде (1859), а затем был переведен в Киевскую семинарию, где находился в период с 1864 по 1868.
После учёбы вернулся в Болгарию, вскоре создал первую болгарскую мужскую школу в Штипе, а его помощником был тогда Александер Порорушев. В 1872 году он был назначен школьным инспектором в Кюстендиле. В 1873 году он выпустил свою книгу «Школьная педагогика или методическое пособие для учителей и руководителей национальных школ», это был первый болгарский учебник по педагогике.
Был избран членом Учредительного собрания в 1879. Главный секретарь Министерства внутренних дел (1880—1881), член Государственного совета (1882) и городской голова Софии (1886—1887).
С 1888 и до конца своей жизни — преподаватель педагогики в высшей школе в Софии (ныне Софийский университет). В 1895 на II Македонском конгрессе он был избран заместителем председателя высшего Македонского Комитета. На III Македонском конгрессе в следующем году снова был избран заместителем председателя Комитета, с марта по июнь 1897 — глава Комитета.
Умер 31 октября 1898 в Софии.

### Галерея

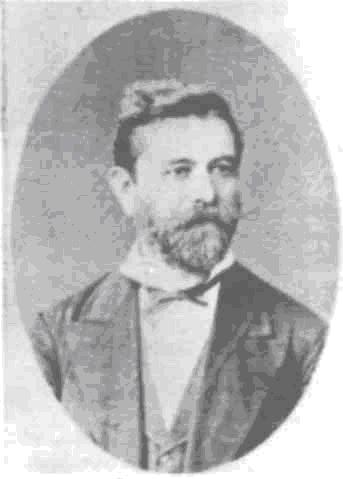
Иосиф Ковачев
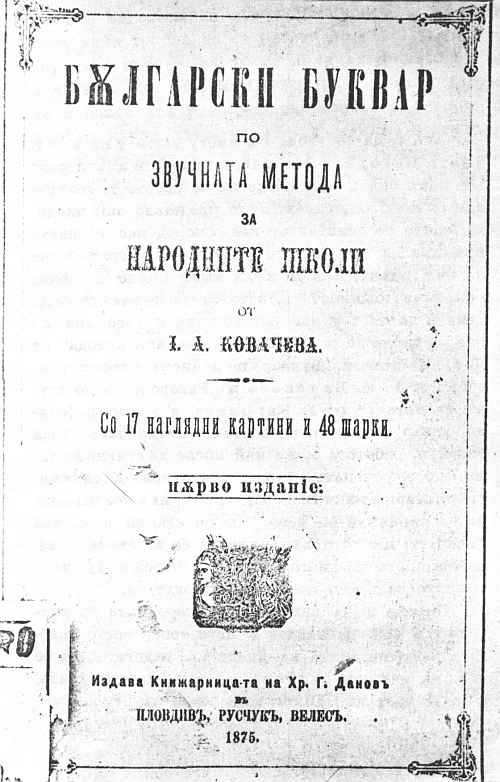
Обложка «Български букварь» (1875)
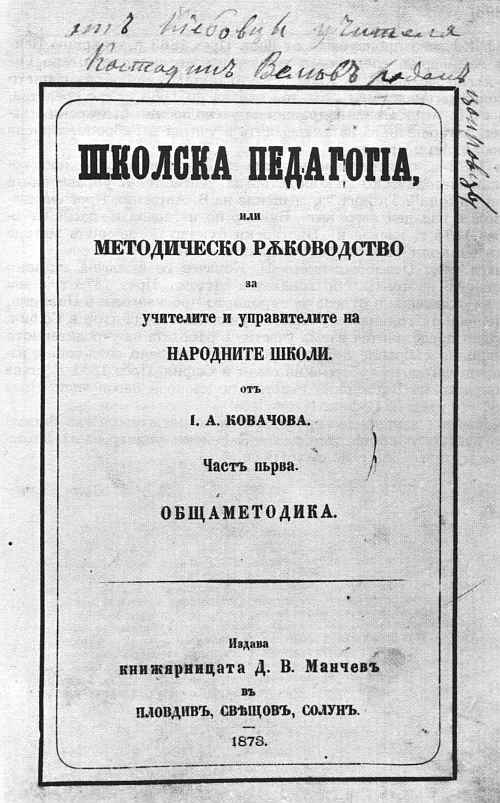
Обложка «Школска педагогия» (1873)
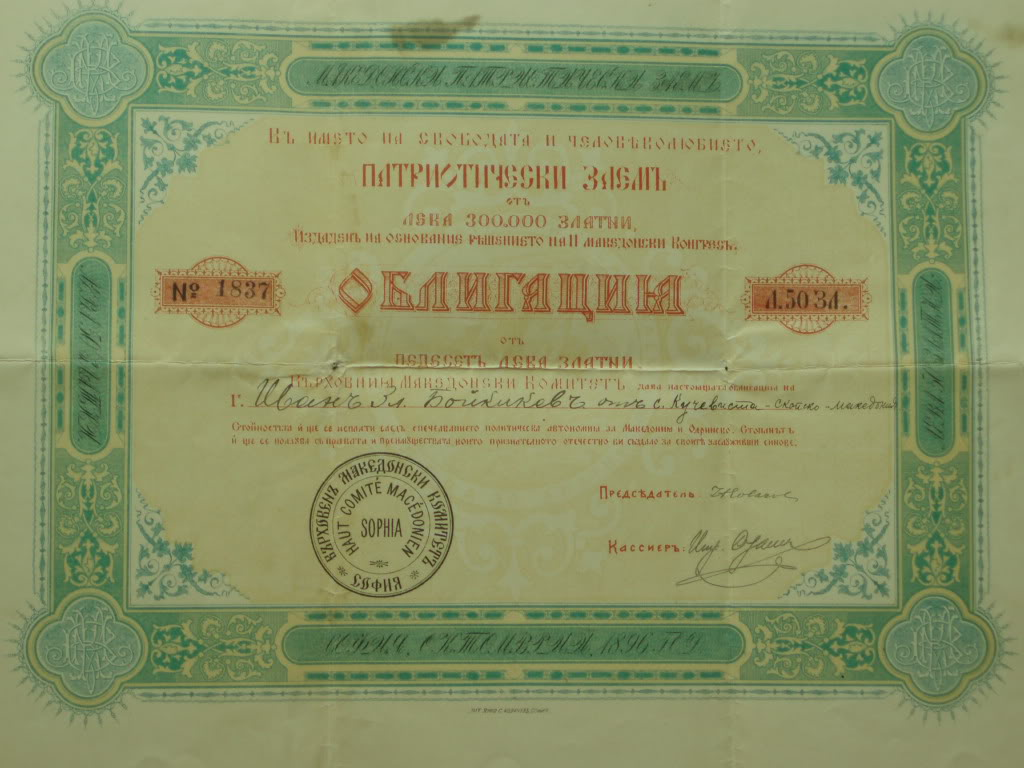
Облигация с подписью Ковачева